# Andrena hondurasica
Andrena hondurasica är en biart som beskrevs av Cockerell 1949. Andrena hondurasica ingår i släktet sandbin, och familjen grävbin. Inga underarter finns listade i Catalogue of Life.